# Józef Postruski
Józef Postruski herbu Bończa – cześnik czernihowski, wojski mniejszy nowogrodzki  w latach 1790–1794, skarbnik nowogródzki w latach 1784–1790, konsyliarz województwa czernihowskiego w konfederacji targowickiej.